# Федота-Ісаєва Олена В'ячеславівна
Олена В'ячеславівна Федота-Ісаєва (23 серпня 1986, Харків) — українська плавчиня та фехтувальниця на візках (шабля, шпага), дворазова срібна призерка Паралімпійських ігор з фехтування на візках, Майстер спорту України міжнародного класу.

## Життєпис
Представляє Харківський регіональний центр з фізичної культури і спорту інвалідів «Інваспорт». Користується інвалідним візком.
Срібна призерка Чемпіонаті світу з плавання 2010 року в командній естафеті 4Х50м.
На Чемпіонаті Європи з плавання серед спортсменів з ураженнями опорно-рухового апарату та з вадами зору, що відбувався з 3 до 9 липня 2011 року в Берліні здобула дві золоті медалі.
Чемпіонка світу 2013 року. Чемпіонка, дворазова срібна та дворазова бронзова призерка чемпіонату Європи 2014 року.
Після занять плаванням перекваліфкувалась на фехтування на візках.
У 2018 році стала чемпіонкою Європи з фехтування на шаблях у командній і індивідуальній першості та призеркою чемпіонату Європи з фехтування на шпагах у командній і індивідуальній першості. У 2019 та 2021 роках ставала призеркою чемпіонатів світу з фехтування на шаблях в командній першості.
Брала участь у Паралімпійських іграх 2012 року в Лондоні та 2016 року в Ріо-де-Жанейро в параплаванні. У 2021 році дебютувала на токійській Паралімпіаді у фехтуванні на візках. Здобула дві срібні нагороди з фехтування на шаблях у командній та індивідуальній першостях.
Вона була визнана Харківською обласною державною адміністрацією в Україні однією з трьох найкращих спортсменок 2020 року.
Закінчила Харківський національний економічний університет за фахом «менеджмент».

## Державні нагороди
- Орден княгині Ольги II ст. (18 вересня 2024) — за досягнення високих спортивних результатів на ХVІІ літніх Паралімпійських іграх у місті Парижі (Французька Республіка), виявлені самовідданість та волю до перемоги, утвердження міжнародного авторитету України[3]
- Орден княгині Ольги III ст. (16 вересня 2021) — за значний особистий внесок у розвиток паралімпійського руху, досягнення високих спортивних результатів на XVI літніх Паралімпійських іграх у місті Токіо (Японія), виявлені самовідданість та волю до перемоги, утвердження міжнародного авторитету України[4]